# هیل‌سانگ یونایتد (گروه موسیقی)
هیل‌سانگ یونایتد (انگلیسی: Hillsong United) گروه ساخت سرودهای روحانی مسیحی وابسته به کلیسای هیل‌سانگ از شاخه پنتاکوستال جماعت ربانی استرالیا (کلیسای مسیحی استرالیا) واقع در سیدنی استرالیا است. این گروه نخستین بار توسط گروهی از جوانان کلیسای هیل‌سانگ به‌نام گروه قدرت جوانان بنا نهاده شد و توسط کشیش فیل و لوسیندا دوله‌ای رهبری شد. نخستین آلبوم این گروه با نام "یکتاً در سال ۱۹۹۸ به صورت زنده تنظیم شد، که موفق‌ترین آهنگ این آلبوم ۱۵ قطعه‌ای آهنگی به نام خداوند مرا برکت خواهد داد بود که توسط دارلین چک سروده شد.
یکی از موفق‌ترین آهنگ‌های این گروه مربوط به تک‌آهنگ " اقیانوس (آنجا که پاهایم از توان باز خواهند ایستاد) " است که در سومین آلبوم استودیویی این گروه در سپتامبر ۲۰۱۳ توسط تایا اسمیت در استودیو زیون خوانده شد که به مدت تقریباً چهار ماه تا پایان سال ۲۰۱۳ رتبه نخست مجله بیلبورد در بخش آهنگ‌های مسیحی را اختیار داشت. همچنین این آهنگ در رتبه بندی ۱۰۰ آهنگ برتر مجله بیلبورد در ماه مارس سال ۲۰۱۴ میلادی رتبه ۸۴ام را به دست آورد.

## اعضای کنونی
- جوئل هوستن: (نوازنده گیتار و رهبر گروه)
- جاناتان داگلاس
- جد گیلیز
- مت کروکر: خواننده، نوازنده گیتار
- تایا اسمیت: خواننده
- دیلان توماس: تنظیم کنندهٔ آهنگ
- سایمون کوبلر: درامز
- آدام کراسریل: گیتار بیس

## آلبوم شناسی

### آلبوم‌های زنده
- ۱۹۹۸: (One (Bonus EP from Hillsong Live annual album
- ۱۹۹۹: Everyday
- ۲۰۰۰: Best Friend
- ۲۰۰۱: King of Majesty
- ۲۰۰۲: To the Ends of the Earth
- ۲۰۰۴: More Than Life
- ۲۰۰۵: Look to You
- ۲۰۰۶: United We Stand
- ۲۰۰۷: Unidos Permanecemos
- ۲۰۰۷: (In a Valley by the Sea (EP
- ۲۰۰۸: The I Heart Revolution. Part I: With Hearts as One
- ۲۰۰۹: Across the Earth
- ۲۰۱۲: Live in Miami

### آلبوم‌های استودیویی
- ۲۰۰۷: All of the Above
- ۲۰۱۱: Aftermath
- ۲۰۱۳: Zion
- ۲۰۱۵: Empires